# Commezzadura
Commezzadura là một đô thị ở tỉnh Trento ở vùng Trentino-Alto Adige/Südtirol của Ý, tọa lạc cách 35 km về phía tây bắc của Trento. Tại thời điểm ngày 31 tháng 12 năm 2004, đô thị này có dân số 944 người và diện tích là 22,5 km².
Commezzadura giáp các đô thị: Rabbi, Malè, Mezzana, Dimaro, và Pinzolo.